# Doeveren
Doeveren est un village néerlandais situé dans la province du Brabant-Septentrional. Heesbeen fait partie de la commune de Heusden.
Le village est situé sur la rive gauche de la Bergsche Maas, entre Heesbeen et la zone industrielle de Waalwijk.
Avant 1923, Doeveren faisait partie de la commune de Drongelen, également appelée Drongelen, Gansoijen, Haagoort en Doeveren (jusqu'en 1908), et ce malgré la séparation de Doeveren et Drongelen par la Bergsche Maas, creusée au début du XXe siècle. De 1923 à 1973, Doeveren faisait partie d'Eethen, également située de l'autre côté de la rivière. Depuis 1973, le village est intégré dans la commune de Heusden.